# Erik Hagen (1941)
Erik Hagen (30 luglio 1941) è un ex calciatore norvegese, di ruolo difensore.

## Carriera

### Club
Hagen vestì la maglia del Frigg.

### Nazionale
Conta 11 presenze per la Norvegia. Esordì il 3 luglio 1962, nella vittoria per 5-0 su Malta.